# Route 275 (Nouveau-Brunswick)
Pour les articles homonymes, voir Route 275.

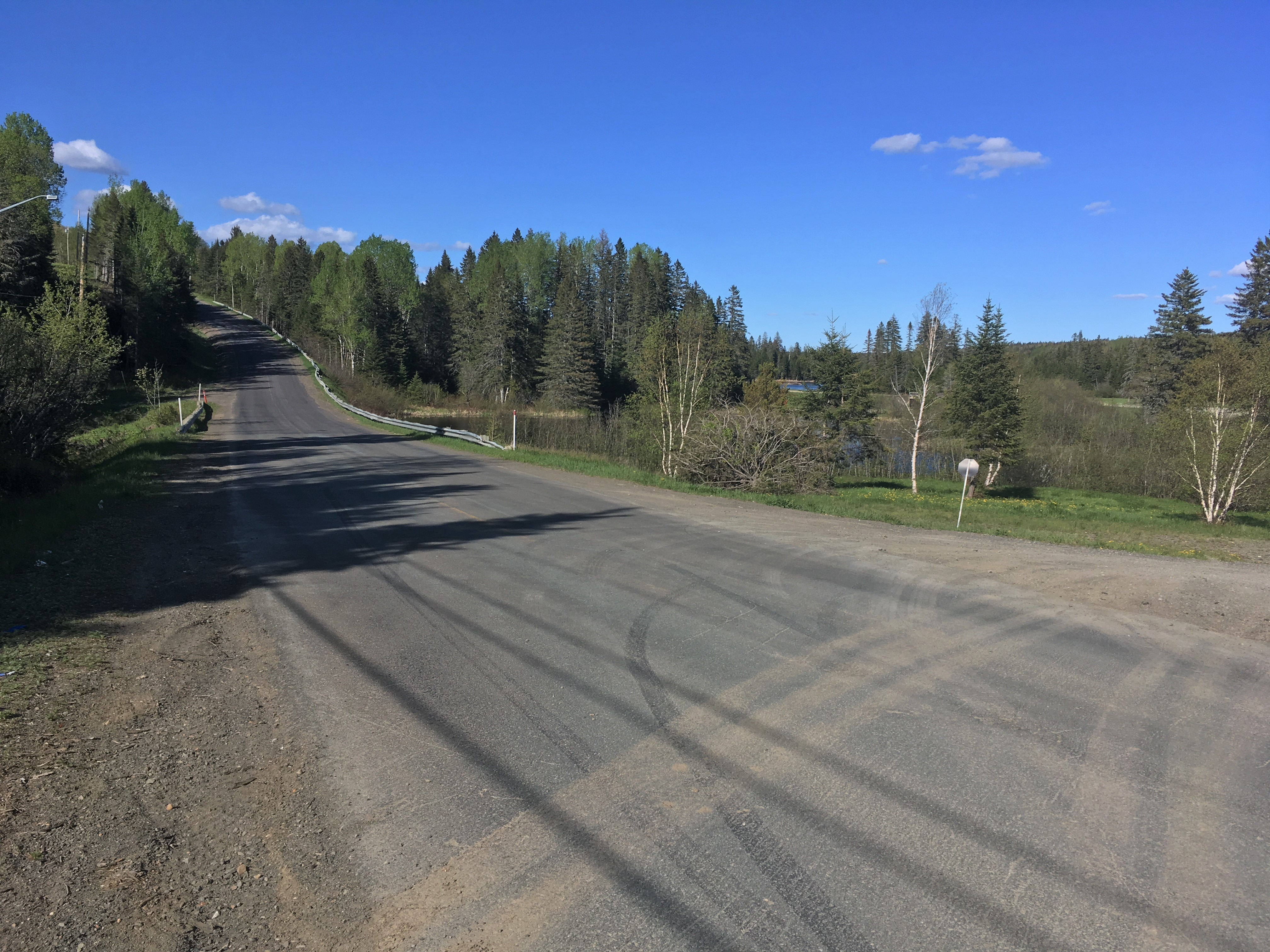
Route 275 à Saint-Arthur

La route 275 est une route locale du Nouveau-Brunswick située dans le nord de la province, au sud de Campbellton, traversant la région de Balmoral et Eel River Crossing, longue de 50 kilomètres. De plus, elle est pavée sur toute sa longueur.

## Tracé
La 275 débute à Glencoe, sur la route 17. Elle commence par traverser une région montagneuse et vallonnée pour ses 20 premiers kilomètres, elle possède donc de nombreuses courbes, notamment durant ses 5 premiers kilomètres, où elle forme un «S». Elle devient ensuite moins sinueuse, puis traverse Balmoral, nommée chemin des Pionniers, puis elle bifurque vers le nord, pour devenir la rue principale d'Eel River Crossing. Elle croise ensuite la route 11, puis elle se termine à Darlington à sa jonction avec la route 134, 2 kilomètres au sud de Dalhousie. 

## Intersections principales
| Route 275                                       |                    |    |                                                        |                                                                |
| Comté                                           | Location           | km | Intersection/Destinations                              | Notes                                                          |
| Restigouche                                     | Glencoe            | 0  | R-17, Campbellton, Kedgwick, Saint-Quentin, Edmundston | Début de la 275                                                |
| Restigouche                                     | Selwood            | 42 | Ch. Mountain Brook est, Charlo, aéroport de Charlo     | La 275 bifurque vers le nord (vers la gauche) à l'intersection |
| Restigouche                                     | Eel River Crossing | 45 | R-280, Eel River Cove, Shannonville                    |                                                                |
| Restigouche                                     | Eel River Crossing | 46 | Traverse de la rivière Eel                             |                                                                |
| Restigouche                                     | Eel River Crossing | 48 | R-11, Campbellton, Bathurst                            | Sortie 391 de la 11                                            |
| Restigouche                                     | Darlington         | 50 | R-134, Dalhousie, Charlo, Belledune                    | Fin de la 275                                                  |
| Bleu Pâle: Cours d'eau // Bleu Foncé: Échangeur |                    |    |                                                        |                                                                |